# Zollner vom Brand

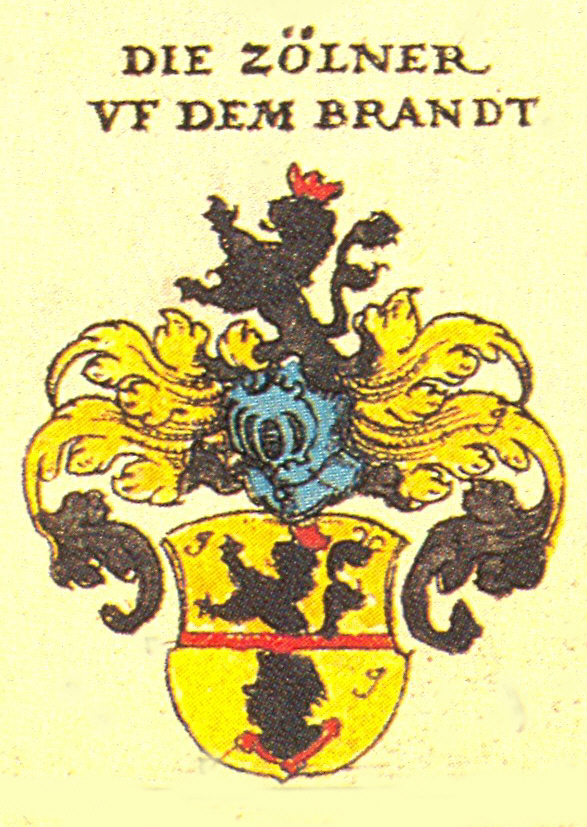
Das Wappen der Zollner

Die Zollner vom Brand (auch: Zolner, Zöllner,  Zollner uff dem Brand, Zollner vom Brandt)  waren eine Patrizierfamilie aus Bamberg mit einer Linie in der Freien Reichsstadt Nürnberg, erstmals urkundlich in Nürnberg erwähnt im 13. Jahrhundert. Die Zollner waren von 1402 bis 1471 im Inneren Rat von Nürnberg  vertreten.

## Geschichte
Der Ursprung der verschiedenen Linien der Zollner lag in Bamberg. Es gab die angesehenen Zollner, auch Geyer genannt, deren Namen das Geyerswörthschloss heute noch trägt, die Zollner von Kirchschletten und die Zollner vom Brand. Die Entstehung des Beinamens soll aus der Zeit um 1250 und 1280 stammen, als zwei Brände das Stadtgebiet Sand unterhalb des Domes zerstörten. Dieser Stadtteil wurde seitdem der „Brand“ genannt. 1328 erwarb Eberhard von Zollner das spätere Stammhaus uff dem Brand gegenüber dem Dominikanerkloster. Die Zollner sollen später ihr Namensattribut nach dieser Bezeichnung gewählt haben.
Die Zollner vom Brand teilten sich in zwei Hauptlinien, die Bamberger und die Bischberger Linie, die seit 1406 nachgewiesen ist. 1482 übernahm Jörg Zollner von Brand den Bischberger Besitz der Haller und wurde zum größten Grundherren von Bischberg.
In Nürnberg wurden die Zollner im 13. Jahrhundert erstmals erwähnt und die ersten Bürgerrechtsannahmen sind Anfang des 14. Jahrhunderts belegt. In den Jahren zwischen 1402 und 1471 waren Mitglieder der Zollner von Brand im Inneren Rat vertreten. Sie lassen sich bis 1543 in Nürnberg nachweisen.
Die Zollner galten seit dem Spätmittelalter als adlig und gingen zahlreiche eheliche Verbindungen mit reichsritterlichen Familien ein. Allerdings prozessierten die Zollner vom Brand noch Mitte des 16. Jahrhunderts gegen den Bamberger Bischof um Anerkennung ihres Adels.
Bereits 1636 starben die Zollner von Kirchschletten in männlicher Linie aus und ihre Mannlehen fielen an den Lehensherrn zurück. Die Bamberger Linie der Zollner vom Brand starb 1765 aus und der letzte männliche Vertreter des Geschlechts, Carl Maximilian Freiherr Zollner von Brand, starb 1776 in Bischberg. Der Sohn seines Cousins, der 1739 geborene Johann Peter Albrecht Zollner von Brand, galt als verschollen und wurde 1809 für tot erklärt.

## Ehemalige Besitzungen (Auszug)
Ihr Bamberger Stammsitz war ab 1328 der von jeder Steuer befreite Hof an der Ecke Dominikanerstraße / Herrenstraße. Weiterhin besaßen sie:
- ????–???? das heutige Schlenkerla in Bamberg, Sandstraße (?)
- 1376–1663 Kirchschletten
- 1405–1776 Grundherrschaft in Bischberg
- 1450–1603 Grundbesitz in Rednitzhembach[6]
- 1487–1776 (1809) drei Sölden im Rittergut Unterleiterbach[7]
- 1743–1776 das „Untere Schloss“ in Bischberg (1743 von Carl Maximilian Freiherr Zollner vom Brand anlässlich seiner Vermählung errichtet)
- 16. Jh.–???? die Helenenkapelle in Kemmern bei Bamberg
- Reichsmannlehen in Viereth
- Streitbergische Reichmsmannlehen in Staffelstein
- Besitz in Tütschengereuth
- Besitz in Mühlendorf

## Bekannte Familienmitglieder
- Philipp Adam Zollner von Brand (1715–1765), letzter männlicher Vertreter der Bamberger Linie
- Carl Maximilian Freiherr Zollner von Brand (1718–1776), letzter männlicher Vertreter der Bischberger Linie

## Stiftungen (Auszug)
- Die Kirche in Rednitzhembach (vermutlich um 1450)
- Frühmesse für die Rednitzhembacher Kirche (1476 durch Peter Zollner von Brand)

## Wappen
Durch eine rote Leiste geteilt. Oben in Gold ein wachsender schwarzer, rotgekrönter Löwe; unten in Silber ein Mohrenkopf mit rot eingefasstem Hals.